# Kawasumi Kazuhiro
Kazuhiro Kawasumi (sinh ngày 5 tháng 10 năm 1970) là một cầu thủ bóng đá người Nhật Bản.

## Sự nghiệp câu lạc bộ
Kazuhiro Kawasumi đã từng chơi cho Shimizu S-Pulse.